# ウォルター・イバラ
- ワルテル・イバーラ

ウォルター・イバラ（Walter Ibarra, 1987年11月1日 - ）は、メキシコ合衆国シナロア州ロスチモス出身のプロ野球選手（内野手）。右投両打。メキシカンリーグのユカタン・ライオンズ所属。

## 経歴

### プロ入りとヤンキース傘下時代
2006年にニューヨーク・ヤンキースと契約。ルーキー級ガルフ・コーストリーグ・ヤンキースで24試合に出場し、7打点3盗塁、打率.264だった。。
2007年はA+級タンパ・ヤンキースで10試合に出場後、7月20日からルーキー級ガルフコーストリーグで16試合に出場した。
2008年はA級チャールストン・リバードッグス、A-級スタテンアイランド・ヤンキース、AA級トレントン・サンダーでプレー。AA級では18試合に出場し、1本塁打5打点、打率.268だった。
2009年はA級チャールストンで12試合に出場後、5月にA+級タンパへ昇格。74試合に出場し、16打点11盗塁、打率.265だった。
2010年はA+級タンパは72試合に出場し、1本塁打14打点15盗塁、打率.301だった。
2011年もA+級タンパは100試合に出場し、6本塁打52打点10盗塁、打率.297だった。オフには、ヤンキースのマイナー選手によるオールスターチームに遊撃手として選出された。
2012年はAA級トレントンに昇格し、44試合に出場。1本塁打15打点2盗塁、打率.276だった。7月はルーキー級ガルフ・コーストリーグでプレーした。
2013年開幕前の3月に第3回WBCのメキシコ代表に選出された。
シーズンでは開幕後はAA級トレントンでプレーし、6月からAAA級スクラントン・ウィルクスバリ・レイルライダースに昇格した。AAA級では38試合に出場し、2本塁打9打点1盗塁、打率.254だった。オフにFAとなった。

### カブス傘下時代
2013年11月11日にシカゴ・カブスとマイナー契約を結んだ。
2014年3月24日に放出された。

### ドジャース傘下時代
2014年3月28日にロサンゼルス・ドジャースとマイナー契約を結んだ。

### ダイヤモンドバックス傘下時代
2014年11月4日に、アリゾナ・ダイヤモンドバックスとマイナー契約を結んだ。
2015年4月9日にメキシカンリーグのモンテレイ・サルタンズへ派遣された。オフの11月6日にFAとなった。
2016年3月11日に第4回WBC予選のメキシコ代表に選出されたことが発表され、2大会連続2度目の選出を果たした。同大会ではメキシコ代表は本戦出場を決めている。

### メキシカンリーグ時代
2016年4月1日にモンテレイ・サルタンズへ復帰した。
2017年12月21日に2対2の交換トレードでユカタン・ライオンズへ移籍した。

## 詳細情報

### 代表歴
- 2013 ワールド・ベースボール・クラシック・メキシコ代表
- 2017 ワールド・ベースボール・クラシック予選 メキシコ代表